# Александрув (Груєцький повіт)
Александрув (пол. Aleksandrów) — село в Польщі, у гміні Пневи Груєцького повіту Мазовецького воєводства.
Населення — 83 особи (2011).
У 1975-1998 роках село належало до Радомського воєводства.

## Демографія
Демографічна структура станом на 31 березня 2011 року:
|          | Загалом | Допрацездатний вік | Працездатний вік | Постпрацездатний вік |
| -------- | ------- | ------------------ | ---------------- | -------------------- |
| Чоловіки | 40      | 5                  | 30               | 5                    |
| Жінки    | 43      | 12                 | 19               | 12                   |
| Разом    | 83      | 17                 | 49               | 17                   |